# Haras national de Tulucești
Le haras national de Tulucești (roumain : Herghelia Tulucești) est un haras national situé à Tulucești, en Roumanie. Créé en 1999, il est destiné à l'élevage du cheval de sport roumain. 

## Histoire
Le haras est créé en 1999, dans le but d'élever des chevaux de sport et de loisirs,,. Il reçoit dès sa création un troupeau de Gidran issu du haras national de Radautz, alors surpeuplé.
En 2002, la gestion du troupeau est transférée à l'Administration nationale des forêts, en tant que section au sein de la structure de la Direction des forêts de Focsani, puis à la Direction des forêts de Galati. En novembre 2011, le troupeau reproducteur de la race Gidran est transféré au haras national de Cislău,. Depuis juillet 2015, la gestion du haras national de Tulucești est subordonnée à la direction de l'élevage, de l'exploitation et de l'amélioration du cheval, en tant que sous-unité de cette direction,. En janvier 2019, un troupeau de 12 juments poulinières destinées au projet d'amélioration génétique du Cheval de sport roumain par croisement a été transplanté du haras national de Jegălia vers Tulucești,.

## Missions
La mission essentielle du haras est d'être le deuxième lieu de sélection et d'élevage du cheval de sport roumain, principalement pour la pratique du saut d'obstacles, du dressage et du concours complet d'équitation,. Comme les autres haras nationaux roumains, il promeut ses chevaux à travers les sports et les loisirs équestres. Il sert aussi de haras public pour l'amélioration des chevaux de sa région.

## Équipements
Le haras est situé sur la commune de Tulucesti. Il dispose d'écuries, d'un couloir de déplacement, d'un siège administratif, d'un magasin à grains, de stalles, d'un grenier à foin et de terres agricoles.